# UAEオークス
UAEオークス（ユーエーイーオークス、UAE Oaks、アラビア語: أوكس الإمارات）とはドバイレーシングクラブがメイダン競馬場で1900メートルで施行する競馬の国際競走である。

## 概要
競走馬の出走条件はサラブレッド系3歳牝馬限定（ただしアラブ首長国連邦では馬齢表記を南半球の基準で定めているため、北半球の基準で表記すると北半球産3歳馬ならびに南半球産4歳）である。
従前はメイダン競馬場がオールウェザー馬場を採用していたが、2014年までオールウェザーで行われていた。メイダン競馬場では走路をダートへ改めたため、2015年からはダートコースで行われることになっている。
ドバイレーシングカーニバルに指定されている。また、ケンタッキーオークス出走ポイント対象競走（ロード・トゥ・ザ・ケンタッキーオークス）として指定されている。
かつてはドバイ牝馬三冠競走の第3戦目として施行されていたが、2003年を最後に第1戦目のムーンシェルマイルが消滅したために現在はドバイ牝馬三冠競走の概念は無い。
出走馬は前走にUAE1000ギニーを使った馬が多く、2009年は当競走出走馬の8頭すべてが前走UAE1000ギニー出走馬だった。

## 歴史
- 2001年 - 創設。
- 2003年 - 創設以降ランフランコ・デットーリとサイード・ビン・スルール厩舎が3連覇を達成。
- 2006年 - インペリアルアイスが優勝し、UAE調教馬以外の外国馬が初勝利。
- 2007年 - フォークが優勝し、初の姉妹制覇達成。
- 2009年 - デヴォティーが優勝し、初の母仔制覇達成。
- 2011年 - この年からG3に格付け。

## 歴代優勝馬
※馬齢表記は北半球の基準で表記。
| 回     | 施行日        | 調教国・優勝馬    | 性齢 | タイム  | 優勝騎手       | 管理調教師       |
| ------ | ------------- | ----------------- | ---- | ------- | -------------- | ---------------- |
| 第1回  | 2001年4月14日 | Laoub             | 牝3  | 1:50.21 | L.デットーリ   | S.ビン・スルール |
| 第2回  | 2002年4月13日 | Imperial Gesture  | 牝3  | 1:49.61 | L.デットーリ   | S.ビン・スルール |
| 第3回  | 2003年4月3日  | Danuta            | 牝3  | 1:49.69 | L.デットーリ   | S.ビン・スルール |
| 第4回  | 2004年3月11日 | Tamarillo         | 牝3  | 1:51.51 | T.ダーカン     | M.アル・クルディ |
| 第5回  | 2005年3月10日 | Satin Kiss        | 牝3  | 1:53.28 | L.デットーリ   | S.ビン・スルール |
| 第6回  | 2006年3月9日  | Imperial Ice      | 牝4  | 1:52.14 | K.シーア       | H.ブラウン       |
| 第7回  | 2007年3月8日  | Folk              | 牝3  | 1:48.59 | K.マカヴォイ   | I.モハメド       |
| 第8回  | 2008年2月28日 | Cocoa Beach       | 牝4  | 1:49.09 | T.ダーカン     | S.ビン・スルール |
| 第9回  | 2009年2月26日 | Devotee           | 牝3  | 1:51.09 | L.デットーリ   | S.ビン・スルール |
| 第10回 | 2010年2月25日 | Raihana           | 牝4  | 1:58.71 | C.スミヨン     | M.デ・コック     |
| 第11回 | 2011年2月24日 | Khawlah           | 牝3  | 1:58.51 | L.デットーリ   | S.ビン・スルール |
| 第12回 | 2012年2月23日 | Falls of Lora     | 牝3  | 2:01.12 | M.バルザローナ | M.アル・ザルーニ |
| 第13回 | 2013年2月28日 | Shuruq            | 牝3  | 1:58.52 | P.ハナガン     | S.ビン・スルール |
| 第14回 | 2014年2月27日 | Ihtimal           | 牝3  | 1:58.51 | S.デ・ソウザ   | S.ビン・スルール |
| 第15回 | 2015年2月26日 | Local Time        | 牝3  | 2:00.90 | J.ドイル       | S.ビン・スルール |
| 第16回 | 2016年3月3日  | Polar River       | 牝3  | 2:00.57 | P.ドッブス     | D.ワトソン       |
| 第17回 | 2017年2月23日 | Nomorerichblondes | 牝3  | 2:01.85 | A.Fresu        | A.bin Harmash    |
| 第18回 | 2018年3月1日  | Rayya             | 牝3  | 1:59.66 | P.Dobbs        | D.Watson         |
| 第19回 | 2019年2月21日 | Divine Image      | 牝3  | 2:01.76 | W.ビュイック   | C.アップルビー   |
| 第20回 | 2020年2月20日 | Down On Da Bayou  | 牝3  | 1:58.35 | M.バルザローナ | S.bin Ghadayer   |
| 第21回 | 2021年2月18日 | Mnasek            | 牝3  | 1:59.18 | P.Dobbs        | D.ワトソン       |
| 第22回 | 2022年2月18日 | Shahama           | 牝3  | 2:02.25 | A.Vries        | F.Abdulla Nass   |
| 第23回 | 2023年2月17日 | Mimi Kakushi      | 牝3  | 2:00.10 | M.バルザローナ | S.bin Ghadayer   |
| 第24回 | 2024年2月23日 | Manama Gold       | 牝3  | 2:00.81 | A.Vries        | F.Abdulla Nass   |
| 第25回 | 2025年2月21日 | Queen Azteca      | 牝3  | 2:00.43 | C.Lopez        | N.Petersen       |